# Meteoritásvány

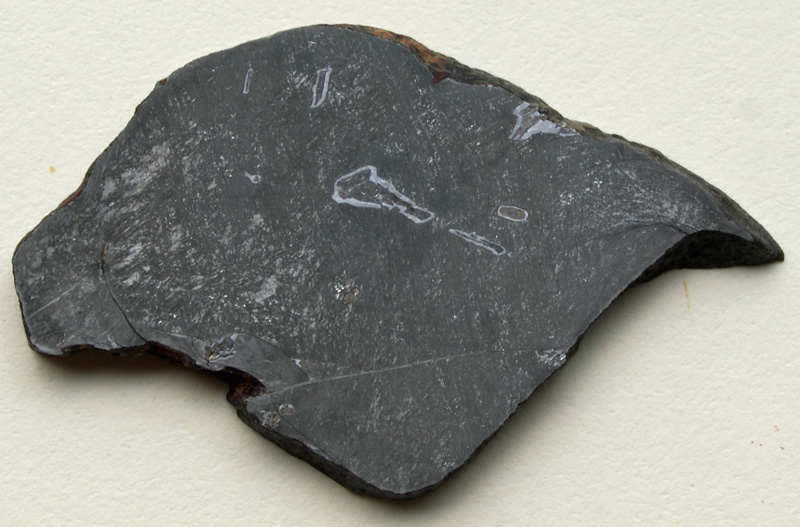
Schreibersit a Gebel Kamil meteoritból

Különleges ásványok is szerepelnek a vasmeteoritokban: karbidok, nitridek, foszfidok, melyek kristálykémiailag a kötésmód és tömött illeszkedés alapján leginkább a fémes szerkezetekhez sorolhatók.

## Cohenit
- Képlete: Fe3C.
- Kristályrendszere: rombos dipiramisos.
- Keménysége: a vasénál nagyobb, 5 - 6 között a Mohs-féle keménységi skála szerint.
- Egyéb: A meteoritokon kívül a földi termésvasban és kohók olvasztott vasában is (itt cementit a neve) megtalálható. Keménysége nagyobb a vasénál. Színre, reflexióra hasonlít a vashoz, de gyengén anizotrop. Nevét Emil Cohen német kutatóról kapta.

## Meteorvas
Bővebben a meteorvas oldalon.

## Osbornit
- Képlete: TiN.
- Kristályrendszere: szabályos, lapon centrált rács.
- Egyéb: erős fénytörésű parányi sárga oktaéderek alkotják. Az egyik legritkább meteoritásvány.

## Rhabdit
- Képlete: (Fe,Ni,Co)3P.
- Kristályrendszere:Tetragonális szkalenoéderes.
- Megjelenése: finom, tű alakú kristálycsoport.
- Keménysége: 6 a Mohs-féle keménységi skála szerint.
- Színe: fémes fehér, de felszínén rövid idő elteltével aranysárga bevonat képződik.
- Egyéb: rideg, törékeny.

## Schreibersit
- Képlete: (Fe,Ni,Co)3P.
- Kristályrendszere:Tetragonális szkalenoéderes.
- Megjelenése: aprótáblás vagy alaktalan halmazú.
- Keménysége: 6 a Mohs-féle keménységi skála szerint.
- Színe: fémes fehér, de felszínén rövid idő elteltével aranysárga bevonat képződik.
- Egyéb: rideg, törékeny.